# Decibel (banda)
Decibel es una banda mexicana de rock perteneciente a la escena del rock progresivo/rock in opposition formada en 1973 en la Ciudad de México, el grupo tiene influencias de grupos como Univers Zéro, Art Zoyd, Henry Cow, Art Bears, entre otros. Dos de sus miembros fueron parte también del grupo de post-punk Size y posteriormente del grupo Techno pop Casino Shanghai. 
Decibel en la actualidad es uno de los grupos de culto del rock mexicano del pasado y radicando actualmente. que difunden su música fuera de los medios de comunicación. El grupo ha tenido separaciones desde su disolución en 1980, pero el grupo reanudó actividades en 2011.

## Historia[3]

### Contexto
Luego del fatal desenlace del Movimiento de 1968 en México, la Matanza del Jueves de Corpus y la polémica tras el Festival de Rock y Ruedas de Avándaro, se vivió en México un clima de represión por parte de su gobierno hacia manifestaciones artísticas y contraculturales y se prohibieron conciertos masivos públicos. Las empresas discográficas no estaban interesadas en música de tipo contracultural ni existían espacios para la difusión de géneros que tuvieron auge en los años 70 como el rock progresivo y el rock in opposition. Las bandas de entonces, según el crítico David Cortés, se presentaban en recintos culturales como museos o galerías de arte y debían hacerlo anunciadas como bandas de jazz, ante la censura a toda forma de rock.
En ese contexto se formarían distintas corrientes dentro del rock y Decibel fue de los grupos pioneros del rock progresivo y rock in opposition en México y uno de los más emblemáticos del género en ese país. Fue de los primeros grupos de dichos géneros en usar cintas pregrabadas en sus presentaciones (a manera de los actuales samplers) y debido a la vinculación del grupo con otras corrientes de experimentación artística de la época, sus conciertos incluyeron proyección de transparencias y performances.
Su álbum más conocido es el de 1980 titulado "El Poeta del Ruido" un disco que en la actualidad está considerado por coleccionistas una de las grandes joyas del rock mexicano, y que fue más difundido en Europa que en Latinoamérica, exceptuando su venta en México. Fue publicado por Discos Orfeón donde vienen sencillos que fueron conocidos como "El Titosco", "Manati", y "Orgón Patafísico".

## Integrantes

### Formación actual
- Carlos Robledo - teclado
- Walter Schmidt - Bajo eléctrico
- Alex Eisenring - Guitarra
- Carlos Vivanco - Guitarra, Guitarra Midi

### Exintegrantes
- Alejandro Sánchez - violín
- Víctor Robledo - violín
- Jaime Castañeda - batería
- Cuauhtémoc Novelo - batería
- José Luis Romero - batería
- Julián Bonequi - batería
- Arturo Meza - guitarra
- Carlos Alvarado - teclado
- Moisés Romero - batería
- Javier Baviera - saxofón, clarinete

## Discografía

### Álbumes de estudio
- 1979: "El Poeta del Ruido"
- 1999: "Fortuna Virilis"
- 2013: "Méliès (Música Inspirada En Los Filmes De George Méliès)"
- 2015: "Insecto Mecánico"
- 2016: "Secuencias Genéticas"

### Compilaciones
- 1992: "Contranatura"
- 1997: "Mensaje Desde Fomalhault"
- 2003: "Fiat Lux"
- 2003: ""In Concert Plus...""
- 2014: "En Vivo"
- 2017: "Tomando el Té Con Alicia Y El Sombrerero Loco"
- 2020: Dossier: 1977-2017